# Ioan Danciu
Ioan Danciu (n. 28 mai 1894, Ciceu-Corabia - d. 18 decembrie 1973, Ciceu-Corabia) a fost preot și deputat în Marea Adunare Națională de la Alba Iulia, organismul legislativ reprezentativ al „tuturor românilor din Transilvania, Banat și Țara Ungurească”, cel care a adoptat hotărârea privind Unirea Transilvaniei cu România, la 1 decembrie 1918.

## Biografie
Ioan Danciu a studiat teologia la Sibiu, devenind preot la Ciceu-Corabia, și la "Biserica Ortodoxă Sfinții Arhangheli Mihaiil și Gavriil din Ciceu-Giurgești", semnând în Matricola botezaților din 11 octombrie 1911 până în 25 iulie 1919.

## Activitate politică

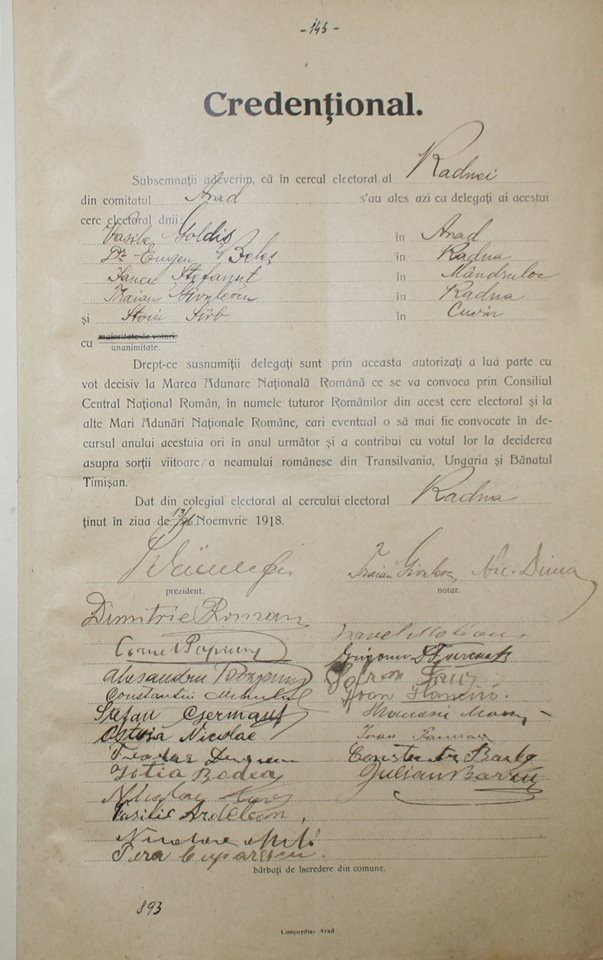
Credențional

Ioan Danciu a participat la Marea Adunare Națională de la Alba Iulia din 1918 în calitate de delegat de drept al Reuniunii Învățătorilor din Greco-Ortodocși Români din tractele Dej și Cetatea de Piatră. De asemenea, a fost membru al Comitetului Național Român din localitate.